# 1519
Il 1519 (MDXIX in numeri romani) è un anno  del XVI secolo.

## Eventi
- Inizia la costruzione del castello di Chambord, nel dipartimento Loir-et-Cher, Francia.
- Francia e Spagna giungono ad un accordo, in base al quale Milano va ai Francesi e Napoli alla Spagna.
- 18 febbraio – Hernán Cortés salpa dalle Antille per "esplorare il Messico". Aveva invece scopi di conquista.
- 27 giugno – Carlo V eletto Imperatore del Sacro Romano Impero.
- 15 agosto – Fondazione della Città di Panama.
- 20 settembre – Ferdinando Magellano parte da Sanlúcar de Barrameda, costeggiando l'America Meridionale, con lo scopo di raggiungere le Indie.
- 26 settembre – Ferdinando Magellano raggiunge le Canarie e inizia a traversare l'Atlantico.
- 8 novembre – Hernán Cortés entra nella capitale azteca Tenochtitlán.
- 29 novembre – Ferdinando Magellano raggiunge le coste del Brasile.
- 13 dicembre – Ferdinando Magellano scopre la baia di Rio de Janeiro (allora denominata Baja de Santa Lucia).

## Nati

### Gennaio
- 2 gennaio - Federico Badoer, letterato, ambasciatore e politico italiano († 1593)
- 16 gennaio - Francesco II Gonzaga-Novellara, nobile italiano († 1577)
- 18 gennaio - Isabella Jagellona, regina († 1559)
- 25 gennaio - Jacopo Pitti, storico, diplomatico e politico italiano († 1589)

### Febbraio
- 5 febbraio - Renato di Chalon, nobile tedesco († 1544)
- 16 febbraio - Gaspard II de Coligny, condottiero e nobile francese († 1572)
- 24 febbraio - Francesco I di Guisa, condottiero e politico francese († 1563)

### Marzo
- 4 marzo - Hindal Mirza, principe indiano († 1551)
- 22 marzo - Catherine Willoughby, nobildonna inglese († 1580)
- 31 marzo - Enrico II di Francia, re francese († 1559)

### Aprile
- 13 aprile - Caterina de' Medici, sovrana italiana († 1589)

### Maggio
- 17 maggio - Gasparo Scaruffi, economista italiano († 1584)
- 27 maggio - Girolamo Mei, storico e letterato italiano († 1594)

### Giugno
- 12 giugno - Cosimo I de' Medici, sovrano italiano († 1574)
- 14 giugno - Isabella Maria d'Este, nobildonna italiana († 1521)
- 15 giugno - Henry FitzRoy, I duca di Richmond e Somerset, nobile inglese († 1536)
- 24 giugno - Teodoro di Beza, teologo francese († 1605)

### Luglio
- 2 luglio - François de Noailles, vescovo cattolico e ambasciatore francese († 1585)
- 20 luglio - Papa Innocenzo IX, papa, vescovo cattolico e cardinale italiano († 1591)

### Agosto
- 24 agosto - Bartolomeo Cappello, politico italiano († 1594)
- 28 agosto - Vincenzo Giustiniani, cardinale italiano († 1582)

### Settembre
- 21 settembre - Ugolino Martelli, umanista italiano († 1592)
- 23 settembre - Francesco di Borbone-Vendôme, principe francese († 1546)

### Ottobre
- 14 ottobre - Maria di Brandeburgo-Kulmbach, principessa tedesca († 1567)

### Novembre
- 9 novembre - Ogasawara Nagatoki, militare giapponese († 1583)
- 16 novembre - Willibald Imhoff, banchiere e mercante tedesco († 1580)
- 22 novembre - Giovanni Crato von Krafftheim, medico e umanista tedesco († 1585)
- 27 novembre - Giovanni Battista Susio, medico e umanista italiano († 1583)

### Senza giorno specificato
- Juan Barahona, giurista e diplomatico spagnolo († 1565)
- Giovanni Maria Barbieri, filologo italiano († 1574)
- João Nunes Barreto, patriarca cattolico e gesuita portoghese († 1562)
- Francesco Beccio, giurista, politico e diplomatico italiano († 1593)
- Cornelio I Bentivoglio, nobile († 1585)
- Girolamo Benzoni, esploratore italiano
- Eleanor Brandon, nobile britannica († 1547)
- Matteo Contarelli, cardinale francese († 1585)
- Giulio Contarini, vescovo cattolico italiano († 1575)
- Torquato I Conti, I duca di Poli e Guadagnolo, nobile e militare italiano († 1572)
- Date Harumune, militare giapponese († 1578)
- Ambrogio Di Negro, doge († 1601)
- Remi Drieux, vescovo cattolico fiammingo († 1594)
- Mary FitzRoy, nobile inglese († 1557)
- Antonio Gentili, scultore e orafo italiano († 1609)
- Cherubino Ghirardacci, storico italiano († 1598)
- Carlo Grassi, cardinale e vescovo cattolico italiano († 1571)
- Thomas Gresham, mercante e banchiere inglese († 1579)
- Edmund Grindal, arcivescovo anglicano britannico († 1583)
- George Howard, politico, diplomatico e scrittore inglese († 1580)
- Pieter Huys, pittore fiammingo († 1581)
- Imagawa Yoshimoto, militare giapponese († 1560)
- Liang Chenyu, drammaturgo cinese († 1593)
- Giannotto Lomellini, doge († 1574)
- Tristan de Luna y Arellano, esploratore spagnolo († 1571)
- Pietro Manelfi, presbitero italiano
- Girolamo Martinengo, militare italiano († 1570)
- Pedro Menéndez de Avilés, esploratore spagnolo († 1574)
- Sforza Pallavicino, condottiero italiano († 1585)
- Pietro Perna, tipografo italiano († 1582)
- Giovanni Paolo Rossetti, pittore italiano († 1586)
- Giulio Cesare de' Rossi, condottiero italiano († 1554)
- Giovanni Antonio Serbelloni, cardinale e vescovo cattolico italiano († 1591)
- Laura Terracina, poetessa italiana († 1577)
- Uccialì, ammiraglio ottomano († 1587)
- Chiappino Vitelli, condottiero e cavaliere italiano († 1575)
- Paolo II Vitelli, condottiero e cavaliere italiano († 1574)
- Giovanni Maria Zappi, storico e biografo italiano († 1596)
- Bertrand d'Argentré, giurista francese († 1590)
- Bartolomé de Albornoz, giurista e storico spagnolo († 1573)
- Caterina de Cardona, nobildonna e monaca cristiana spagnola († 1577)

## Morti

### Gennaio
- 12 gennaio - Massimiliano I d'Asburgo, imperatore (n. 1459)
- 14 gennaio - Wendelin Stambach, teologo tedesco (n. 1454)
- 21 gennaio - Luigi d'Aragona, cardinale italiano (n. 1474)

### Marzo
- 29 marzo - Francesco II Gonzaga, nobile, condottiero e collezionista d'arte italiano (n. 1466)
- 30 marzo - Bianca di Monferrato, nobile italiana (n. 1472)

### Aprile
- 13 aprile - Antonio Alberico II Malaspina, nobile italiano
- 15 aprile - Enrico di Württemberg, nobile tedesco (n. 1448)
- 28 aprile - Maddalena de La Tour d'Auvergne (n. 1498)

### Maggio
- 2 maggio - Leonardo da Vinci, scienziato, inventore e artista italiano (n. 1452)
- 4 maggio - Lorenzo de' Medici, duca di Urbino, sovrano italiano (n. 1492)
- 12 maggio - Shimazu Tadataka, militare giapponese (n. 1497)
- 13 maggio - Artus Gouffier de Boisy, diplomatico francese (n. 1474)
- 28 maggio - Bernardo Bembo, umanista italiano (n. 1433)
- 28 maggio - Gaspare Sanseverino, condottiero e diplomatico italiano
- 30 maggio - Paola Gonzaga, nobile italiana (n. 1486)

### Giugno
- 2 giugno - Filippo di Lussemburgo, cardinale e vescovo cattolico francese (n. 1445)
- 24 giugno - Lucrezia Borgia, nobildonna italiana (n. 1480)

### Luglio
- 2 luglio - Francesco Bonsignori, pittore italiano
- 12 luglio - Toki Masafusa, militare giapponese (n. 1467)
- 25 luglio - Franceschetto Cybo, politico italiano
- 27 luglio - Zanobi Acciaiuoli, religioso, scrittore e traduttore italiano (n. 1461)

### Agosto
- 11 agosto - Johann Tetzel, religioso tedesco (n. 1465)
- 20 agosto - Luigi de' Rossi, cardinale italiano (n. 1474)
- 27 agosto - Sigismondo Cantelmo, nobile e condottiero italiano

### Settembre
- 8 settembre - Hōjō Sōun, militare giapponese (n. 1432)
- 9 settembre - René de Prie, cardinale e vescovo cattolico francese (n. 1451)
- 16 settembre - John Colet, teologo, umanista e presbitero inglese

### Ottobre
- 2 ottobre - Sebastiano Ferrero, nobile italiano (n. 1438)
- 6 ottobre - Peter Falck, politico, diplomatico e umanista svizzero

### Novembre
- 25 novembre - Antoine Bohier, arcivescovo cattolico, cardinale e abate francese
- 30 novembre - Michael Wolgemut, pittore e tipografo tedesco (n. 1434)

### Dicembre
- 2 dicembre - Maddalena di Lorenzo de' Medici, nobildonna italiana (n. 1473)

### Senza giorno specificato
- Benedetto Ghislandi, giurista italiano
- Mansur Shah I di Pahang, sovrano malese
- Qualpopoca, militare azteco
- Piero Alamanni, politico e ambasciatore italiano (n. 1434)
- Alonso Álvarez de Pineda, esploratore e cartografo spagnolo (n. 1494)
- Fausto Andrelini, umanista italiano
- Girolamo degli Azzoni Avogaro, letterato italiano (n. 1467)
- Hans Backoffen, scultore tedesco (n. 1470)
- Albertino da Busto, religioso e educatore italiano (n. 1444)
- Alexander Bening, miniatore fiammingo
- Bianca Bentivoglio, nobile (n. 1467)
- Guglielmo Caetani, II duca di Sermoneta, militare italiano (n. 1465)
- Neri di Gino Capponi, politico italiano (n. 1452)
- Bernardino Corio, storico italiano (n. 1459)
- Domenico Fancelli, scultore italiano (n. 1469)
- Juan de Flandes, pittore fiammingo
- William Grocyn, docente e educatore inglese (n. 1446)
- Dorotea di Hohenzollern, nobildonna (n. 1448)
- Ambrosius Holbein, pittore e incisore tedesco (n. 1494)
- Jan Joest, pittore tedesco
- Giuliano Mancino, scultore italiano
- Celso Mellini, umanista italiano (n. 1500)
- Vasco Núñez de Balboa, militare, esploratore e condottiero spagnolo (n. 1475)
- Jan Polack, pittore polacco
- Giacomo Scanardi, pittore italiano (n. 1450)
- Ludovico Tornabuoni, politico e militare italiano
- Antonio IV Trivulzio, vescovo cattolico italiano
- Cola da Caprarola, architetto e carpentiere italiano
- Giasone del Maino, giurista italiano (n. 1435)
- Francesco del Tasso, intagliatore e scultore italiano (n. 1463)
- Luca della Robbia, umanista italiano (n. 1484)
- Nur Sultan, principessa mongola (n. 1451)

## Calendario
| Calendario 1519 | Calendario 1519 | Calendario 1519 | Calendario 1519 | Calendario 1519 | Calendario 1519 | Calendario 1519 | Calendario 1519 | Calendario 1519 | Calendario 1519 | Calendario 1519 | Calendario 1519 | Calendario 1519 | Calendario 1519 | Calendario 1519 | Calendario 1519 | Calendario 1519 | Calendario 1519 | Calendario 1519 | Calendario 1519 | Calendario 1519 | Calendario 1519 | Calendario 1519 | Calendario 1519 | Calendario 1519 | Calendario 1519 | Calendario 1519 | Calendario 1519 | Calendario 1519 | Calendario 1519 | Calendario 1519 | Calendario 1519 | Calendario 1519 |
| --------------- | --------------- | --------------- | --------------- | --------------- | --------------- | --------------- | --------------- | --------------- | --------------- | --------------- | --------------- | --------------- | --------------- | --------------- | --------------- | --------------- | --------------- | --------------- | --------------- | --------------- | --------------- | --------------- | --------------- | --------------- | --------------- | --------------- | --------------- | --------------- | --------------- | --------------- | --------------- | --------------- |
|                 | 1               | 2               | 3               | 4               | 5               | 6               | 7               | 8               | 9               | 10              | 11              | 12              | 13              | 14              | 15              | 16              | 17              | 18              | 19              | 20              | 21              | 22              | 23              | 24              | 25              | 26              | 27              | 28              | 29              | 30              | 31              |                 |
| Gennaio         | Sa              | Do              | Lu              | Ma              | Me              | Gi              | Ve              | Sa              | Do              | Lu              | Ma              | Me              | Gi              | Ve              | Sa              | Do              | Lu              | Ma              | Me              | Gi              | Ve              | Sa              | Do              | Lu              | Ma              | Me              | Gi              | Ve              | Sa              | Do              | Lu              |                 |
| Febbraio        | Ma              | Me              | Gi              | Ve              | Sa              | Do              | Lu              | Ma              | Me              | Gi              | Ve              | Sa              | Do              | Lu              | Ma              | Me              | Gi              | Ve              | Sa              | Do              | Lu              | Ma              | Me              | Gi              | Ve              | Sa              | Do              | Lu              |                 |                 |                 |                 |
| Marzo           | Ma              | Me              | Gi              | Ve              | Sa              | Do              | Lu              | Ma              | Me              | Gi              | Ve              | Sa              | Do              | Lu              | Ma              | Me              | Gi              | Ve              | Sa              | Do              | Lu              | Ma              | Me              | Gi              | Ve              | Sa              | Do              | Lu              | Ma              | Me              | Gi              |                 |
| Aprile          | Ve              | Sa              | Do              | Lu              | Ma              | Me              | Gi              | Ve              | Sa              | Do              | Lu              | Ma              | Me              | Gi              | Ve              | Sa              | Do              | Lu              | Ma              | Me              | Gi              | Ve              | Sa              | Do              | Lu              | Ma              | Me              | Gi              | Ve              | Sa              |                 |                 |
| Maggio          | Do              | Lu              | Ma              | Me              | Gi              | Ve              | Sa              | Do              | Lu              | Ma              | Me              | Gi              | Ve              | Sa              | Do              | Lu              | Ma              | Me              | Gi              | Ve              | Sa              | Do              | Lu              | Ma              | Me              | Gi              | Ve              | Sa              | Do              | Lu              | Ma              |                 |
| Giugno          | Me              | Gi              | Ve              | Sa              | Do              | Lu              | Ma              | Me              | Gi              | Ve              | Sa              | Do              | Lu              | Ma              | Me              | Gi              | Ve              | Sa              | Do              | Lu              | Ma              | Me              | Gi              | Ve              | Sa              | Do              | Lu              | Ma              | Me              | Gi              |                 |                 |
| Luglio          | Ve              | Sa              | Do              | Lu              | Ma              | Me              | Gi              | Ve              | Sa              | Do              | Lu              | Ma              | Me              | Gi              | Ve              | Sa              | Do              | Lu              | Ma              | Me              | Gi              | Ve              | Sa              | Do              | Lu              | Ma              | Me              | Gi              | Ve              | Sa              | Do              |                 |
| Agosto          | Lu              | Ma              | Me              | Gi              | Ve              | Sa              | Do              | Lu              | Ma              | Me              | Gi              | Ve              | Sa              | Do              | Lu              | Ma              | Me              | Gi              | Ve              | Sa              | Do              | Lu              | Ma              | Me              | Gi              | Ve              | Sa              | Do              | Lu              | Ma              | Me              |                 |
| Settembre       | Gi              | Ve              | Sa              | Do              | Lu              | Ma              | Me              | Gi              | Ve              | Sa              | Do              | Lu              | Ma              | Me              | Gi              | Ve              | Sa              | Do              | Lu              | Ma              | Me              | Gi              | Ve              | Sa              | Do              | Lu              | Ma              | Me              | Gi              | Ve              |                 |                 |
| Ottobre         | Sa              | Do              | Lu              | Ma              | Me              | Gi              | Ve              | Sa              | Do              | Lu              | Ma              | Me              | Gi              | Ve              | Sa              | Do              | Lu              | Ma              | Me              | Gi              | Ve              | Sa              | Do              | Lu              | Ma              | Me              | Gi              | Ve              | Sa              | Do              | Lu              |                 |
| Novembre        | Ma              | Me              | Gi              | Ve              | Sa              | Do              | Lu              | Ma              | Me              | Gi              | Ve              | Sa              | Do              | Lu              | Ma              | Me              | Gi              | Ve              | Sa              | Do              | Lu              | Ma              | Me              | Gi              | Ve              | Sa              | Do              | Lu              | Ma              | Me              |                 |                 |
| Dicembre        | Gi              | Ve              | Sa              | Do              | Lu              | Ma              | Me              | Gi              | Ve              | Sa              | Do              | Lu              | Ma              | Me              | Gi              | Ve              | Sa              | Do              | Lu              | Ma              | Me              | Gi              | Ve              | Sa              | Do              | Lu              | Ma              | Me              | Gi              | Ve              | Sa              |                 |